# Неопланти (музичка група)
Неопланти су били југословенска и српска музичка рок група. Једни су од музичких састава који су обележили домаћу музичку сцену 70-их година прошлог века. Овај успех, омогућио им је наступе на многобројним игранкама. 

## Биографија
Први наступ имали су у новосадском хотелу Војводина. Осим тадашњих актуелних хитова, од почетка су имали и своје композиције.  Учествовали су на Првој новосадској гитаријади, на којој по одлуци жирија и побеђују. Били су први новосадски бит састав, који је имао свој разглас, што им је увелико олакшавало уговарање наступа у граду и по околним местима. Крајем 1967. године, група се изненада распала.
Фебруара 1972. године, окупља се нова постава, која стиче реноме једног од најбољих хотелских састава у тадашњој Југославији. У првој постави обновљене групе, били су: Бранислав Старчев Бане, Слободан Миљуш, Душан Мирков Дуки, Јанош Семереди Семика, Живко Попов и  Љубиша Марковић Френки. Већ следеће године објављују деби сингл Мирјам, која је била локални хит. Шира јавност упознаје их 1974. године, на великој југословенској турнеји, на којој су наступали са Здравком Чолићем, Кемалом Монтеном и групом Лутајућа срца.
1978. године, Радио Нови Сад позива Ђорђа Балашевића да сними једну од његових песама која ће представљати Радио Нови Сад на фестивалу у Опатији 1978. године. Изабрана је песма Моја прва љубав и она је снимљена са члановима групе Неопланти, с обзиром да Рани мраз још није имао чланове. У част групе Неопланти, дугогодишње сарадње и пријатељства, Ђорђе Балашевић на свом четвртом студијском албуму Бездан снима песму Нема више бенда као Неопланти.

## Дискографија
- Мирјам / Поема, сингл, 1973
- Хороскоп (Хеј, који си знак...?) / Човек и време, сингл, 1978
- Не бих те дао / Ђачко доба, сингл, 1979
- Смиљка и Неопланти, ЛП, 1986